# ティーガン・レヴィ
ティーガン・レヴィ（Teagan Levi、2003年8月14日 - ）は、オーストラリアの女子ラグビー選手。

## プロフィール
- オーストラリアカムデン出身[1]。
- 身長 173cm、体重 66kg
- ポジションはロック(LO)。
- 姉のマディソンもラグビー選手[2]。

## 略歴
2022年、ラグビーワールドカップセブンズ2022の7人制女子オーストラリア代表に選ばれて優勝に貢献。
2024年、パリ五輪の7人制女子オーストラリア代表に選ばれた。